# 澂江府

雲南省の澂江府の位置（1820年）

澂江府（ちょうこうふ）は、中国にかつて存在した府。明代から民国初年にかけて、現在の雲南省玉渓市東部に設置された。

## 概要
1256年（憲宗6年）、モンゴル帝国により羅伽甸に万戸が置かれた。1279年（至元16年）、元により羅伽甸に澂江路が置かれた。澂江路は雲南等処行中書省に属し、河陽・江川・陽宗の3県と新興州・路南州の2州を管轄した。
1382年（洪武15年）、明により澂江路は澂江府と改められた。澂江府は雲南省に属し、河陽・江川・陽宗の3県と新興州・路南州の2州を管轄した。
清のとき、澂江府は雲南省に属し、河陽・江川・新興州・路南州の2州2県を管轄した。
1913年、中華民国により澂江府は廃止された。